# Galeria RR
Galeria RR – polska galeria sztuki istniejąca od 1983 do 1989 roku. Zlokalizowana była na parterze Domu Studenckiego „Riviera” w Warszawie, niedaleko klubu muzycznego Remont, jako część Centrum Klubowego Politechniki Warszawskiej.
Działalność Galerii RR obejmowała wystawy sztuki współczesnej artystów polskich i zagranicznych, a także odczyty, seminaria oraz działania performance. Jej założycielem i kierownikiem był Cezary Staniszewski. Wcześniej, w latach 70. XX w., w tych samych pomieszczeniach istniała Galeria Remont prowadzona przez Henryka Gajewskiego.
Z inicjatywy Galerii RR wydano kilka albumów muzycznych pod postacią płyt winylowych z ręcznie wykonanymi okładkami (nakład 1000 egz. każda), pomysłodawcą serii był Andrzej Mitan. Na płytach znalazła się muzyka artystów zajmujących się m.in. sztukami wizualnymi. Wydawcą albumów był Klub Muzyki Nowej Remont i Akademickie Biuro Kultury i Sztuki ZSP „Alma-Art”. Wydana w październiku 1984 roku seria objęła pięć albumów:
- Helmut Nadolski Jubileuszowa Orkiestra, okładkę projektował Andrzej Szewczyk,
- Andrzej Bieżan Miecz Archanioła, okładkę projektował Tadeusz Rolke,
- Andrzej Mitan W Świętej Racji, okładkę projektował Ryszard Winiarski,
- Sesja 80 "Acoustic action", okładkę projektował Jerzy Czuraj,
- Janusz Dziubak Tytuł płyty, okładkę projektował Edward Krasiński.

W 1987 roku Galeria współorganizowała w Warszawie Międzynarodowe Seminarium Sztuki ETC. W ramach tego wydarzenia 23 maja otwarto w Galerii RR wystawę książek zagranicznych i polskich, albumów muzycznych, a także prac Ann Holyoke Lehmann, Ann Noël i Evy-Marii Schön.

## Wystawy
Źródło

### 1983
- Kōji Kamoji – Zaczynając zdanie (21 listopada – 1 grudnia)
- Edward Krasiński – wystawa interwencja (12-30 grudnia)
- Anna Ptaszkowska – odczyt Profesjonalizm i marginesy (19 grudnia)

### 1984
- Ryszard Winiarski – Geometria w stanie napięcia (15-25 lutego)
- Joan Jonas – performance Camino sin nombre (18 marca)
- Helmut Nickels – performance Czytać-Pisać (23 marca)
- Jarosław Kozłowski – Utwór na dwa i jeden (4-14 kwietnia)
- Emmett Williams – Metamorfozy, performance Genesis (3-10 maja)
- Kajetan Sosnowski – Konstrukcje (5-12 czerwca)
- Tomasz Wilmański – Pochmurne marzenia (15-21 czerwca)
- Sven Åke Johansson – performance Interversion of the function (12 października)
- Ann Noël – Conflux (14-24 października)
- Andrzej Szewczyk – Dom poety, Przedmioty którymi można (6-11 listopada)
- John Blake – Tutaj w tej przestrzeni można poznać siebie (13-16 listopada)
- Alicja Kępińska – odczyt Ogrody (16 grudnia)
- Jerzy Ludwiński – odczyt Luki w procesach (16 grudnia)
- Cezary Staniszewski – Ćmy to też motyle (17-22 grudnia)

### 1985
- Piotr Postaremczak – Odpoczynek (28 stycznia – 1 lutego)
- Tadeusz Kalinowski – Malarstwo (6-10 lutego)
- Kōji Kamoji – Krzyk (19-27 lutego)
- Ryszard Winiarski – Stan napięcia (4-12 marca)
- Tadeusz Rolke i Beata Krupska – Lalki z mięsa (2-10 kwietnia)
- Andrzej Szewczyk – odczyt Tablice dydaktyczne K. Malewicza (15 kwietnia)
- Oliver Brendel i BKH Gutmann – Over seas (19-27 maja)
- Włodzimierz Borowski – Rozdarcia (28 maja – 5 czerwca)
- Włodzimierz Borowski, Andrzej Mitan, Cezary Staniszewski, Tomasz Wilmański – performance Ptaki (3 czerwca)
- Tomasz Wilmański – Wśród leśnej ciszy (5-10 listopada)
- Jerzy Kopeć (17-23 grudnia)

### 1986
- Mirosław Duchowski – instalacja Stabile (16-23 stycznia)
- Cezary Staniszewski, Andrzej Mitan – Psalm (4-7 lutego)
- Joanna Przybyła – Bankiet (18-23 lutego)
- Stanisław Cichowicz – Polimpset "OP" według modułu 2 (24 lutego – 1 marca)
- Emmett Williams – performance Muzyka (11 kwietnia)
- Andrzej Dłużniewski – Jeszcze raz do (10-17 czerwca)
- Kajetan Sosnowski z udziałem Andrzeja Mitana (18-21 czerwca)
- Julian Raczko – Czarny kwadrat (19-29 listopada)
- Waldemar Umiastowski, malarstwo (3-9 grudnia)
- Anastazy Wiśniewski – 1968-1986 (10-15 grudnia)
- Joanna Adamczewska – Złota igła wyobraźni (17-22 grudnia)

### 1987
- Andrzej Bereziański – Duchy czarnego Pacyfiku (20-25 stycznia)
- Barbara Pniewska – Czas (24 lutego – 1 marca)
- Fredo Ojda (18-23 marca)
- Jarosław Kozłowski – Die schwarze rose (31 marca – 9 kwietnia)
- Piotr Bikont – Pętle (14-19 kwietnia)
- Rene Block – pokaz filmów (19 maja)
- Wojciech Kujawski (15-21 grudnia)

### 1988
- Krzysztof Knittel – performance VIPs, z udziałem Piotra Bikonta, Andrzeja Mitana, Mariana Opani, a także koncert zespołu "Go-Go-Beuys" (25 lutego)
- Tomasz Wilmański – W lewo pod słońce (16-21 maja)

### 1989
- Jacek Jagielski – Piktogram